# Naturalne odnowienie lasu

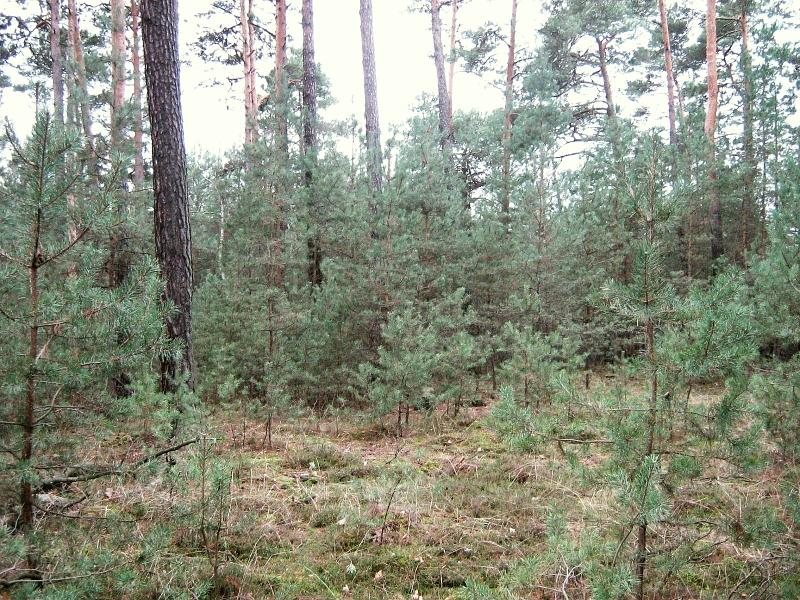
Odnowienie naturalne sosny

"Naturalne" odnowienie lasu – odnowienie lasu powstające w miejscu dotychczasowego, usuniętego lasu, wykorzystujące głównie siły natury. W lasach o charakterze pierwotnym odnowienie naturalne przebiega żywiołowo, a nowe pokolenie wzrasta pod osłoną drzewostanu macierzystego lub na otwartej przestrzeni, powstałej na skutek wiatrów (wiatrołomy) i innych naturalnych czynników niszczących. W lasach gospodarczych, również może dojść do samosiewu jednak człowiek może wcześniej (przed wysiewem) zastosować odpowiednie zabiegi techniczne, np. przygotować glebę.
Według przyrodników zajmujących się ekologią biocenoz leśnych w tym części leśników jakakolwiek ingerencja człowieka bezpośrednio przed czy w trakcie odnowienia wyklucza nazywanie takiego odnowienia naturalnym. Uzasadniają to znaczeniem słowa "naturalny" w kontekście niezakłóconych antropogenicznie, a co za tym idzie naturalnych procesów podlegających prawom sukcesji ekologicznej prowadzących do samoregulacji struktur ekosystemu lasu.  

Zalety odnowienia "naturalnego"
- niski koszt odnowienia i mała pracochłonność, pod warunkiem, że został optymalnie wykorzystany termin roku nasiennego i nie zachodzi potrzeba tzw. poprawek,
- zachowanie ciągłości drzewostanu, co zgodnie z ustawą o lasach[1] jest obowiązkiem właściciela lasu,
- możliwość wcześniejszego osiągnięcia zwarcia i odpowiedniej budowy piętrowej.

Wady odnowienia "naturalnego"
- nierównomierność wysiewu, która może pojawić się przy złej udatności wschodów, przy małej ilości wysianych nasion, podczas kilku następujących po sobie latach nasiennych (prowadząc do nierównomierności wysokości),
- uzależnienie od lat nasiennych,
- uzależnienie od warunków środowiskowych,
- duży koszt utrzymania młodego pokolenia w późniejszym okresie, związany z zabiegami pielęgnacyjnymi (czyszczenia),
- trudności z prowadzeniem prac w zakresie pozyskania drewna.